# Vionica (Čitluk)
Pour les articles homonymes, voir Vionica.
Vionica (en cyrillique : Вионица) est un village de Bosnie-Herzégovine. Il est situé dans la municipalité de Čitluk, dans le canton d'Herzégovine-Neretva et dans la fédération de Bosnie-et-Herzégovine. Selon les premiers résultats du recensement bosnien de 2013, il compte 713 habitants.

## Histoire
Sur le territoire du village se trouve le cimetière de Mainovac, qui, avec le secteur de Brda, est inscrit sur la liste des monuments nationaux de Bosnie-Herzégovine.

## Démographie

### Évolution historique de la population
| 1948 | 1953 | 1961 | 1971 | 1981 | 1991 | 2013 |
| ---- | ---- | ---- | ---- | ---- | ---- | ---- |
| -    | -    | 404  | 425  | 356  | 398  | 713  |

|  |